# Іваники
Іва́ники —  село в Україні, у Яворівському районі Львівської області. Населення становить 146 осіб. Орган місцевого самоврядування — Яворівська міська рада.
В селі знаходиться цегляна церква Святих Апостолів Петра і Павла (УГКЦ), збудована у 1996 році. Адміністратор: о. Добруцький Микола (від 06.07.2021).